# Коса (приток на Кама)
Коса (на руски: Коса) е река в Пермски край на Русия, десен приток на Кама (ляв приток на Волга). Дължина 267 km. Площ на водосборния басейн 10 300 km².
Река Коса води началото си от централната част на Горнокамското възвишение, на 264 m н.в., на 15 km на юг-югозапад от село Верхна Коса, в западната част на Пермски край. До устието на левия си приток Онолва тече в източна, а след това до устието си – в северна посока в силно заблатена и залесена долина. Влива се отдясно в река Кама (ляв приток на Волга), при нейния 1109 km, на 120 m н.в., при село Уст Коса, в северозападната част на Пермски край. Основни притоци: леви – Сепол (50 km), Онолва (51 km), Лолог (137 km); десни – Юм (59 km), Лопва (85 km), Лопан (76 km). Коса има смесено подхранване с преобладаване на снежното с ясно изразено пролетно пълноводие в края на април и началото на май. Среден годишен отток на 43 km от устието 40 m³/s. Замръзва в края на октомври или ноември, а се размразява през април или началото на май. По течението ѝ са разположени около 20 малки села в Пермски край, в т.ч. районният център село Коса. 